# Lac Ango
Der Lac Ango ist ein See in der Verwaltungsregion Nord-du-Québec der kanadischen Provinz Québec.

## Lage
Der Lac Ango liegt ungefähr 255 km westlich von Fermont in Zentral-Labrador. Der See liegt im Bereich des Kanadischen Schildes auf 540 m Höhe.
Der 30,8 km² große Lac Ango hat eine Längsausdehnung in SSW-NNO-Richtung von 13 km sowie eine maximale Breite von etwa 3,8 km. Der Lac Ango besitzt keine größeren Zuflüsse. Der See wird über einen 3,3 km langen Abfluss zum westlich benachbarten See Lac Artigny entwässert. Etwa 3 km weiter östlich befindet sich der Lac Naococane. Der Lac Ango gehört zum Einzugsgebiet des La Grande Rivière, der zur Hudson Bay fließt.